# رحمت‌آباد (اقلید)
شغل مردم روستا:
نزدیک به 90 درصد خانواده‌های روستا کشاورز هستند که کشت گندم و چغندر و لوبیا بیشترین سهم را به خود اختصاص می دهند، لازم به ذکر است که وضعیت کشاورزی این روستا در شرایط بسیار بدی قرار دارد چرا که آب کشاورزی نشات گرفته از چشمه‌های روستای آسپاس دچار محدودیت شده و میزان زمین زیر کشت برای هر کشاورز حدود 2 الی 3 هکتار می‌باشد که بسیار نا امیدکننده است. و در حال حاضر اکثر آب کشاورزی  از چاههای دستی (20-30 متر) تهیه می‌شود. همچنین حدود 10 درصد خانواده‌ها نیز دامداری دارند که غالبا به نگهداری گاو به صورت سنتی مشغول هستند.

وضعیت نامطلوب اقتصادی باعث مهاجرت بی شمار نسل جدید مردم روستا به شهرهای مختلف از جمله شیراز ، اصفهان و ... شده‌است.
همچنین از جمله روستاهای شهرستان اقلید که تعداد افراد تحصیل کرده به نسبت جمعیت بیشتری را در مقایسه با بقیه روستاها دارد و به همین نام در منطقه شهرت دارند .
اکثر فامیلی های این روستا دهقانی می باشد .
طرح هادی یا انتقال روستای رحمت آباد پایین ( آزادگان سابق ) در سال ۱۳۸۲ به دلایل سیل گیر بودن رودخانه اوجان سابق به مکان فعلی روستا تحت عنوان شهرک رحمت آباد کلید خورد که در طی یک دهه تقریبا تمام مردم این روستا به مکان فعلی مهاجرت کرده و روستای قبل به طور کامل متروکه شده است که خود دلیلی بر ایجاد شکاف و ضعیف تر شدن کشاورز ها و استفاده از مزارع کشاورزی بود .
همچنین می توان به مهاجرت های گذشته مردمان این روستا از جاهای مختلف اشاره کرد .
زبان مردم روستای رحمت آباد به فارسی می باشد که تعدادی واژه های لری و پهلوی را می توان در گویش آنها دید .
همچنین مردم این روستا عمدتا از سه گروه بختیاری ، باسری و لپوئی تبار هستند که در سالهای دور سنگ بنای این روستا را گذاشته اند . 
در حال حاضر تعداد زیادی از مردمان آزادگانی در روستای مهجان ( مهگان ) ، آسپاس و کامفیروز  سکونت دارند که به آزادگانی ها شهرت دارند. 
همچنین تعداد زیادی از مردمان این روستا در محله های مختلف اقلید ساکن می باشند .
مشاهیر:
عنایت الله بخارایی قهرمان دو دوره پارالمپیک در رشته تیراندازی با تفنگ بادی و پرچمدار کاروان پارالمپیک ایران در آتن
رحمت‌آباد (اقلید)، روستایی از توابع بخش سده شهرستان اقلید در استان فارس ایران است، این روستا از سال 1386 و با فاصله حدودی 4 کیلومتر از دشت به دامنه کوه تغییر مکان داد.

## جمعیت
این روستا در دهستان آسپاس قرار دارد و براساس سرشماری مرکز آمار ایران در سال ۱۳۸۵، جمعیت آن ۵۴۸ نفر (۱۲۸خانوار) بوده‌است.